# Matveï Mouraviev-Apostol
Pour les articles homonymes, voir Mouraviev et Apostol.
Matveï Mouraviev-Apostol (en russe : Матвей Иванович Муравьёв-Апостол), né le 6 mai 1793 à Saint-Pétersbourg et mort le 21 février 1886 à Moscou, est un officier russe, un des décembristes.
Il laisse des Mémoires où il relate les événements.
Il est le frère des décembristes Ippolit et Sergueï Mouraviov-Apostol.

## Biographie
Né à Saint-Pétersbourg dans une famille noble, ses parents sont Anna Semyonovna et Ivan Muravyov-Apostol (en). Il est l'arrière-arrière-petit-fils de l'hetman de la rive gauche ukrainienne Danylo Apostol.
Avec son frère Sergueï, il étudie dans un pensionnat privé à Parisoù il demeure jusqu'en 1809. À l'automne 1810, les deux frères sont admis au nouvel Institut du Corps des ingénieurs ferroviaires.
En novembre 1811, il entre au service militaire comme lieutenant dans le régiment Semionovsky avec qui il prend part à la Campagne de Russie et aux diverses batailles de la guerre de la Sixième Coalition. Pour le courage dont il a fait preuve lors de la bataille de la Moskova, il reçoit la croix de Saint-Georges et est promu enseigne (18 décembre 1812). Il participe à diverses batailles près de Vitebsk, Tarutino, Maloyaroslavets, Lützen, Bautzen et Kulm où il est blessé et décoré de l'Ordre de Sainte-Anne de 3e classe ainsi qu'aux combats de Leipzig et Paris.
En 1814, de retour en Russie, il poursuit son service militaire. Il devient sous-lieutenant le 13 janvier 1816, puis lieutenant le février 1817 et, le 1er janvier 1818, il est nommé à Poltava comme adjudant du gouverneur général de la Petite Russie, le prince Nikolaï Grigorievitch Repnine-Volkonski. Le 15 décembre 1819, il est promu capitaine du régiment des dragons de la garde. Adjudant (24 janvier 1821) puis major dans le régiment d'infanterie de Poltava (21 mars 1822), il prend sa retraite le 2 février 1823 avec le grade de Podpolkovnik.
Un des fondateurs de la première société politique secrète des décembristes - l'Union du salut, membre du conseil de l'Union du bien-être et de la Société du Sud des décembristes, dont il est le représentant à Saint-Pétersbourg (mai 1823 - août 1824), il négocie l'unification des sociétés du Sud et du Nord. De juin 1823 à août 1824, il est le représentant autorisé de la Société du Sud à Saint-Pétersbourg, essayant d'unir les deux sociétés. Il accepte l'extermination de la famille impériale et avec son frère, participe au soulèvement du régiment de Tchernigov (29 décembre 1825 - 3 janvier 1826).
Il est arrêté le matin du 29 décembre 1825 par le lieutenant-colonel Gebel à Trilesy mais est libéré par des officiers du régiment de Tchernigov. Arrêté pour la deuxième fois entre le village de Kovalevka et le village de Korolevka, le 3 janvier 1826, il est envoyé à Belaya Tserkov, puis à Moscou (14 janvier) et à Saint-Pétersbourg (15 janvier). Le 17 janvier, il est transféré à la forteresse Pierre-et-Paul. Il est reconnu coupable de 1re catégorie et, après confirmation le 10 juillet 1826, est condamné aux travaux forcés pendant 20 ans.
Envoyé à la Forteresse maritime de Ruotsinsalmi en Finlande le 17 août 1826, le 22 août 1826, la durée des travaux forcés est réduite à 15 ans, puis, par ordre personnel de Nicolas Ier, il est immédiatement envoyé dans une colonie en Sibérie où il arrive le 2 octobre. Il est à Irkoutsk à la fin novembre 1827 et gagne Iakoutsk le 24 décembre puis Viliouïsk le 6 janvier 1828. À la demande de la sœur E. I. Bibikova, le transfert vers la forteresse de Boukhtarma dans la région d'Omsk est autorisé et il y arrive le 5 septembre 1829. En juin 1832, le gouverneur général de Sibérie occidentale, Velyaminov lui permet de vivre dans la maison du conseiller d'État Brant, près de la rivière Seleznevka avant qu'il ne s'installe dans sa propre maison, qu'il achète au fonctionnaire Zaleyshchikov. Autorisé à être transféré à Ialoutorovsk le 3 juin 1836, il quitte la forteresse de Bukhtarma le 25 septembre et arrive à Ialoutorovsk le 1er octobre.
Après l'amnistie du 26 août 1856, il retrouve ses anciens droits, revient de Sibérie et s'installe à Tver le 12 avril 1857. En 1860, il vit à Moscou, où il rencontre à plusieurs reprises Léon Tolstoï, qui recueille des informations sur les décembristes.
Trois ans avant sa mort, il dicte ses mémoires sur son séjour en Sibérie. Il compile une liste des dates et des lieux d'inhumation des décembristes connus de lui et reçoit l'autorisation de vivre à Moscou à partir du 14 août 1858 puis à Saint-Pétersbourg et à porter la croix de Kulm et la médaille militaire de 1812 le 27 avril 1863. Sa croix de Saint-Georges est restituée à l'occasion du 200e anniversaire du régiment Semionovsky en 1883.
On lui doit aussi une étude sur les Yakoutes.
Il meurt le 21 février 1886 à Moscou et est enterré au couvent de Novodievitchi.